# Tatjana Łarionowa
Tatjana Pietrowna Łarionowa (ur. 2 lipca 1955 w Kazaniu) – rosyjska polityczka. Deputowana Dumy Państwowej Federacji Rosyjskiej.

## Życiorys
Łarionowa urodziła się w Kazaniu, stolicy Tatarstanu, na terenie ówczesnej Rosyjskiej Federacyjnej Socjalistycznej Republiki Radzieckiej.

### Edukacja
W 2005 obroniła pracę dyplomową oraz uzyskała stopień kandydata nauk w dziedzinie socjologii na Mordwińskim Uniwersytecie Państwowym im. Ogariowa. Uzyskała dyplom licencjacki z języka rosyjskiego i literatury rosyjskiej na Kazańskim Uniwersytecie Państwowym. Ukończyła również studia na Kazańskim Państwowym Uniwersytecie Medycznym w zakresie opieki społecznej.

### Życie zawodowe
W latach 1972–1983 pracowała w szkole średniej nr 82 w Kazaniu jako koordynatorka zajęć pozalekcyjnych. W latach 1983–1991 pracowała jako instruktor i kierowniczka departamentu ds. propagandy i agitacji dla Komunistycznej Partii Związku Radzieckiego.
W 1991 roku została zatrudniona w urzędzie miejskim w Kazaniu, gdzie kierowała departamentem ds. młodzieży i ochrony socjalnej. W latach 2001–2006 kierowała departamentem pomocy społecznej w Ministerstwie Pracy i Polityki Społecznej Republiki Tatarstanu. W listopadzie 2006 roku została mianowana doradcą ds. socjalnych prezydenta Tatarstanu Mintimera Szajmijewa. Od 2010 do września 2014 była asystentką ds. socjalnych Rustama Minnichanowa, który zastąpił Szajmijewa.

### Działalność polityczna
W latach 2014–2021 była członkinią Rady Państwa Tatarstanu 5. (2014–2019) i 6. (2019–2021) kadencji. W latach 2019–2021 pełniła funkcję wiceprzewodniczącej izby.
W październiku 2021, po wrześniowych wyborach parlamentarnych, objęła mandat deputowanej do Dumy Państwowej Federacji Rosyjskiej 8. kadencji.

### Pozostała działalność
10 marca 2010 roku została powołana na stanowisko dyrektorki organizacji pozarządowej „Riespublikanskij Fond wozrożdienija pamiatnikow istorii i kultury Riespubliki Tatarstan”. Funkcję tę pełniła do września 2021 roku. Działa w ramach organizacji pozarządowej „Jedność Kobiet”

## Sankcje
25 lutego 2023 roku została wpisana na listę osób objętych sankcjami wspólnie z 86 innymi osobami przez Unię Europejską w ramach dziesiątego pakietu sankcji w związku z popieraniem inwazja Rosji na Ukrainę. W tym samym roku została objęta sankcjami m.in. przez Stany Zjednoczone, Kanadę, Wielką Brytanię, Nową Zelandię, Szwajcarię i Ukrainę.

## Odznaczenia
- Medal „Upamiętnienia 1000-lecia Kazania”[1]
- Medal Orderu „Za zasługi dla Ojczyzny”[2]
  - I stopnia
  - II stopnia
- Order „Za zasługi dla Ojczyzny”[1]